# Pascelupo
Pascelupo è una frazione del comune di Scheggia e Pascelupo, in provincia di Perugia, situata a 13 km da Scheggia (sede comunale), ad un'altitudine di 529 m s.l.m. ed ubicata quasi sulla linea di confine con la regione Marche.
Secondo i dati del censimento del 2023, gli abitanti sono 3.
Il paese si trova all'interno del parco naturale del monte Cucco.

## Storia
La presenza dell'uomo nell'Età del Ferro è testimoniata dal reperimento di una punta di lancia, lungo l'alveo del torrente Rio Freddo.
Castrum Pascelupi è un antico fortilizio medievale, utilizzato dal comune di Gubbio a difesa dei suoi confini con il vicino stato d'Urbino; Pascelupo passò successivamente ai Montefeltro nel 1396, divenendone caposaldo militare strategico a presidio dei confini del proprio Ducato verso sud.
Seguendo le sorti dello Stato d'Urbino, estintosi per mancanza di eredi maschi, passerà nel 1631 allo Stato Pontificio.
Già comune autonomo, fu accorpato nel 1878 dal comune di Scheggia che assunse, nello stesso anno, l'attuale denominazione.
Il centro è stato danneggiato pesantemente durante il terremoto del 1997 ed è stato successivamente completamente restaurato.

## Monumenti e luoghi d'interesse
- Chiesa di San Bernardino;
- Abbazia di Sant'Emiliano in Congiuntoli, alla confluenza tra i torrenti Sentino e Rio Freddo;
- Edicola della Madonna della Tanella;
- Eremo di San Girolamo (656 m s.l.m.), rovinato da un terremoto nel XVIII secolo, sorge sul fianco orientale del monte Le Gronde (1.373 m s.l.m.);
- Valle delle Prigioni, imponente gola sottostante il paese di Pascelupo, che domina il versante nord del massiccio del Monte Cucco;
- Forra di Rio Freddo, profondo canyon lungo 3 km nel quale scorre l'omonimo torrente ad una temperatura di circa 9 °C.[2]